# Sugarfrost Records
Sugarfrost Records（しゅがふろすと）は、1990年代の英国のインディーズ・レコードレーベルである。

## 概要
1990年代初頭に、ぼうしレーベルの山内章子とジョン（通称）によりリバプールにて設立。
意識的に「地方バンド」を取り上げることで、イギリスならロンドン、日本なら東京という従来の発想を打破し、日英両国の新進インディーズバンドの作品リリースを当地にて精力的に行った。
Nelories や Eva Luna の当レーベルからのリリースは、 BBC の伝説的番組 "John Peel Sessions " へ出演する足がかりとなった（詳細は  List of Peel sessions を参照のこと）。
1992年に、日本のポルスプエスト・レコードと『The Birth of The True』というコンピレーション・アルバムを共同制作し、英国リリースの際には現地のメディアの注目を集めた。とりわけ、当地の音楽紙 NME 紙 ("short circuit" by John Mulvey, 18 July 1992) や Melody Maker 紙 ("albums review", 1 August 1992) からの絶賛を受けたが、これはインディーズバンド／レーベルとしては画期的な出来事であった。これにより、ネロリーズ（Nelories）や b-flower といった日本のネオアコバンドが、海外で脚光を浴びることとなった。また、英国のインディーズレーベルの Sarah Records と親交が深く、同レーベルからリリースのあった Secret Shine などが英国側から参加している。
ちなみに、前身に当たるぼうしレーベルの設立状況は、 Sarah Records 同様、当時のインディーズ・ファンジン・シーンに端を発する。当地と日本側で交流があったのは『英国音楽』ファンジンであるが、山内が書いていたファンジンは『5000 Miles from George Square』で、その付録としてカセットリリース二本、さらには日本で唯一 Sha-la-la フレキシ（ソノシート）のリリースに参加した。なお詳細については、『ぼうしレーベル ライブカセット(Akko-chan's Anorak Party)』が「現存する音源」として記されている「ロリポップ・ソニック」の項を参照のこと。

## カタログ一覧[1]
- Frosty 01『Aspidistra』by Pure [7"]（1991年9月）
- Frosty 02『The Birth of The True』[LP]（1992年3月）
- Frosty 03『The Broken Bird』by White Come Come [12" ep]（1992年10月）
- Frosty 04『Banana』by Nelories [7" ep]（1992年10月）
- Frosty 05『Tangle』by Eva Luna [7"]（1993年）
- Frosty 06『Fastest Wide-eyed Implement』by Razorblade Smile [12" ep]（1993年2月）
- Frosty 07『Stay Still』by b-flower [7"]（1993年5月）
- Frosty 08『Loverstay』by Eva Luna [7"]（1994年）
- Frosty 09『Strings』by b-flower [7"]（1994年）
- Frosty 10『Eyes And Shoes』by Nelories [7"]（1994年）
- Frosty 11『Fugu A』by Fugu [7"]（1995年）
- Frosty 12『Kool-Aid』by Evelyn Tremble [7"]（1994年）
- Frosty 13『Ghost of You』by Eva Luna [CD ep]（1995年5月）
- Frosty 14（欠番）
- Frosty 15『Daisy』by Nelories [LP]（1994年12月）

（各アルバムのリリース背景や逸話などについては、を参照のこと）

## 備考
- 山内は過去、リリース関係の写真撮影も手がけており、親交の深い Sarah Records の The Wake や St.Christopher のアルバムジャケットや The Field Mice のTシャツなどを担当した。Sarah Records 以外では、Nelories、上述のコンピ盤『The Birth of The True』、さらには The Pastels 、 b-flower 関係では EP Nobody Knows This Is Nowhere や英国リリース分のジャケット写真も手がけている。